# Bunopithecus sericus
Bunopithecus sericus es una especie extinta de primate hominoideo de la familia Hylobatidae. Sus restos fósiles fueron descubiertos por primera vez en Sichuan China en depósitos del Pleistoceno Medio, pero desde entonces se han encontrado en el sur de Europa y en Asia. Este primate era frugívoro, y al igual que los modernos simios no tenía cola. 
Hasta hace un tiempo las dos especies de gibones hoolock se incluyeron en el género Bunopithecus, pero recientemente se ha dejado la especie B. sericus como integrante único de este taxón.